# بروتيرأكتوبس
بروتيرأكتوبس (الاسم العلمي Proteroctopus)، جنس من طائفة الرأس قدميات التابعة لشعبة الرخويات ولقد بدأت الأخطوبوطيات ظهورها في العصر جوراسي منذ 190 مليون سنة.